# Natação no Campeonato Mundial de Esportes Aquáticos de 2011 - 100 m borboleta masculino
A prova dos 100 metros nado borboleta masculino da natação no Campeonato Mundial de Esportes Aquáticos de 2011 ocorreu nos dias 29 de julho e 30 de julho no Shanghai Oriental Sports Center  em Xangai.

## Recordes
Antes desta competição, os recordes mundiais e do campeonato nesta prova eram os seguintes:
| Tipo                  | Atleta         | Tempo | Local | Data                |
| --------------------- | -------------- | ----- | ----- | ------------------- |
|                       | Michael Phelps | 49.82 | Roma  | 1 de agosto de 2009 |
| Recorde do campeonato | Michael Phelps | 49.82 | Roma  | 1 de agosto de 2009 |

## Medalhistas
| Ouro                 | Prata                 | Bronze             |
| Michael Phelps (USA) | Konrad Czerniak (POL) | Tyler McGill (USA) |

## Resultados

### Eliminatórias
66 nadadores  de 56 nações participaram da prova. Os 16 melhores competidores se classificaram para as semifinais.
| Pos. | Bateria | Raia | Nadador              | Nacionalidade    | Tempo | Notas |
| ---- | ------- | ---- | -------------------- | ---------------- | ----- | ----- |
| 1    | 8       | 5    | Tyler McGill         | Estados Unidos   | 51.76 | Q     |
| 2    | 7       | 3    | Takuro Fujii         | Japão            | 51.82 | Q     |
| 3    | 9       | 5    | Geoff Huegill        | Austrália        | 51.83 | Q     |
| 4    | 8       | 7    | Jason Dunford        | Quênia           | 51.87 | Q     |
| 5    | 8       | 4    | Michael Phelps       | Estados Unidos   | 51.95 | Q     |
| 6    | 7       | 6    | Konrad Czerniak      | Polónia          | 52.10 | Q     |
| 7    | 7       | 5    | Yevgeny Korotyshkin  | Rússia           | 52.18 | Q     |
| 8    | 7       | 4    | Benjamin Starke      | Alemanha         | 52.26 | Q     |
| 9    | 9       | 3    | Joeri Verlinden      | Países Baixos    | 52.27 | Q     |
| 10   | 9       | 8    | Sam Ashby            | Austrália        | 52.27 | Q     |
| 11   | 9       | 6    | László Cseh          | Hungria          | 52.40 | Q     |
| 12   | 9       | 1    | Peter Mankoč         | Eslovênia        | 52.46 | Q     |
| 13   | 6       | 6    | Chad le Clos         | África do Sul    | 52.54 | Q     |
| 14   | 8       | 6    | Steffen Deibler      | Alemanha         | 52.54 | Q     |
| 15   | 9       | 7    | Lars Frölander       | Suécia           | 52.56 | Q     |
| 16   | 8       | 1    | Paweł Korzeniowski   | Polónia          | 52.57 | Q     |
| 17   | 6       | 3    | Francois Heersbrandt | Bélgica          | 52.65 |       |
| 18   | 9       | 2    | Milorad Čavić        | Sérvia           | 52.67 |       |
| 19   | 7       | 2    | Antony James         | Reino Unido      | 52.68 |       |
| 20   | 8       | 8    | Ryan Pini            | Papua-Nova Guiné | 52.69 |       |

| Ver o restante da classificação | Ver o restante da classificação | Ver o restante da classificação | Ver o restante da classificação | Ver o restante da classificação | Ver o restante da classificação | Ver o restante da classificação |
| Pos.                            | Bateria                         | Raia                            | Nadador                         | Nacionalidade                   | Tempo                           | Notas                           |
| ------------------------------- | ------------------------------- | ------------------------------- | ------------------------------- | ------------------------------- | ------------------------------- | ------------------------------- |
| 21                              | 6                               | 2                               | Joseph Bartoch                  | Canadá                          | 52.90                           |                                 |
| 22                              | 6                               | 7                               | Simão Morgado                   | Portugal                        | 53.01                           |                                 |
| 23                              | 6                               | 8                               | Pavel Sankovich                 | Bielorrússia                    | 53.13                           |                                 |
| 24                              | 7                               | 7                               | Ivan Lenđer                     | Sérvia                          | 53.14                           |                                 |
| 25                              | 7                               | 1                               | Michael Rock                    | Reino Unido                     | 53.20                           |                                 |
| 26                              | 8                               | 2                               | Kaio Almeida                    | Brasil                          | 53.20                           |                                 |
| 27                              | 5                               | 1                               | Ben Hockin                      | Paraguai                        | 53.23                           |                                 |
| 28                              | 8                               | 3                               | Zhou Jiawei                     | China                           | 53.23                           |                                 |
| 29                              | 5                               | 3                               | Lorenzo Benatti                 | Itália                          | 53.38                           |                                 |
| 30                              | 7                               | 8                               | Nikita Konovalov                | Rússia                          | 53.49                           |                                 |
| 31                              | 5                               | 2                               | Vytautas Janušaitis             | Lituânia                        | 53.50                           |                                 |
| 32                              | 5                               | 6                               | Dominik Meichtry                | Suíça                           | 53.54                           | Recorde nacional                |
| 33                              | 6                               | 1                               | Mario Todorović                 | Croácia                         | 53.56                           |                                 |
| 34                              | 6                               | 5                               | Octavio Alesi                   | Venezuela                       | 53.56                           |                                 |
| 35                              | 6                               | 4                               | Wu Peng                         | China                           | 53.59                           |                                 |
| 36                              | 4                               | 3                               | Ham Jong-Hun                    | Coreia do Sul                   | 53.94                           |                                 |
| 37                              | 5                               | 7                               | Jan Sefl                        | Chéquia                         | 53.97                           |                                 |
| 38                              | 5                               | 8                               | Shaune Fraser                   | Ilhas Caimã                     | 54.19                           |                                 |
| 39                              | 5                               | 5                               | Hoàng Quý Phước                 | Vietname                        | 54.39                           |                                 |
| 40                              | 4                               | 4                               | Bradley Ally                    | Barbados                        | 54.42                           |                                 |
| 41                              | 4                               | 5                               | Hsu Chi-Chieh                   | Taipé Chinesa                   | 54.44                           |                                 |
| 42                              | 4                               | 2                               | Yeugeniy Lazuka                 | Azerbaijão                      | 54.70                           |                                 |
| 43                              | 4                               | 6                               | Alex Hernandez Medina           | Cuba                            | 55.34                           |                                 |
| 44                              | 5                               | 4                               | Stefanos Dimitriadis            | Grécia                          | 55.41                           |                                 |
| 45                              | 4                               | 1                               | Joshua McLeod                   | Trinidad e Tobago               | 55.80                           |                                 |
| 46                              | 4                               | 7                               | Rami Anis                       | Síria                           | 56.47                           |                                 |
| 47                              | 2                               | 4                               | Brad Hamilton                   | Jamaica                         | 56.48                           | Recorde nacional                |
| 48                              | 3                               | 5                               | Marcelino Richaards             | Suriname                        | 56.51                           |                                 |
| 49                              | 2                               | 5                               | Ifalemi Paea                    | Tonga                           | 56.60                           |                                 |
| 50                              | 4                               | 8                               | Saeed Ashtiani                  | Irão                            | 56.83                           |                                 |
| 51                              | 3                               | 1                               | Rommie Benjamin                 | República Dominicana            | 57.11                           |                                 |
| 52                              | 3                               | 4                               | Edgar Crespo                    | Panamá                          | 57.24                           |                                 |
| 53                              | 3                               | 2                               | Javier Hernandez                | Honduras                        | 57.40                           |                                 |
| 54                              | 3                               | 3                               | Donny Utomo                     | Indonésia                       | 57.59                           |                                 |
| 55                              | 3                               | 7                               | Oluseyi Fatayi-Williams         | Nigéria                         | 57.96                           |                                 |
| 56                              | 3                               | 6                               | Joao Matias                     | Angola                          | 58.20                           |                                 |
| 57                              | 3                               | 8                               | Sofyan Elgidi                   | Líbia                           | 58.38                           |                                 |
| 58                              | 2                               | 3                               | Andrey Molchanov                | Turquemenistão                  | 1:00.83                         |                                 |
| 59                              | 2                               | 1                               | Iohanad Dheyaa                  | Iraque                          | 1:01.10                         |                                 |
| 60                              | 2                               | 6                               | Alban Laye-Joseph Diop          | Senegal                         | 1:01.60                         |                                 |
| 61                              | 2                               | 7                               | Amer Ali                        | Iraque                          | 1:01.88                         |                                 |
| 62                              | 2                               | 2                               | Adama Ouedraogo                 | Burquina Fasso                  | 1:03.29                         |                                 |
| 63                              | 2                               | 8                               | Khalid Ismaeel Alibaba          | Bahamas                         | 1:05.40                         |                                 |
| 64                              | 1                               | 3                               | Beni-Bertrand Binobagira        | Burundi                         | 1:19.76                         |                                 |
| 65                              | 1                               | 4                               | Janvier Niyonkuru               | Burundi                         | 1:27.01                         |                                 |
| 66                              | 1                               | 5                               | Fiseha Hailu                    | Etiópia                         |                                 | DSQ                             |

### Semifinal
Estes são os resultados das semifinais.

#### Semifinal 1
| Pos. | Raia | Nadador            | Nacionalidade | Tempo | Notas |
| ---- | ---- | ------------------ | ------------- | ----- | ----- |
| 1    | 3    | Konrad Czerniak    | Polónia       | 51.54 | Q,    |
| 2    | 4    | Takuro Fujii       | Japão         | 51.69 | Q     |
| 3    | 5    | Jason Dunford      | Quênia        | 51.92 | Q     |
| 4    | 6    | Benjamin Starke    | Alemanha      | 52.18 |       |
| 5    | 2    | Sam Ashby          | Austrália     | 52.19 |       |
| 6    | 8    | Paweł Korzeniowski | Polónia       | 52.54 |       |
| 7    | 1    | Steffen Deibler    | Alemanha      | 52.55 |       |
| 8    | 7    | Peter Mankoč       | Eslovênia     | 52.67 |       |

#### Semifinal 2
| Pos. | Raia | Nadador             | Nacionalidade  | Tempo | Notas |
| ---- | ---- | ------------------- | -------------- | ----- | ----- |
| 1    | 3    | Michael Phelps      | Estados Unidos | 51.47 | Q     |
| 2    | 4    | Tyler McGill        | Estados Unidos | 51.56 | Q     |
| 3    | 6    | Yevgeny Korotyshkin | Rússia         | 51.77 | Q     |
| 4    | 5    | Geoff Huegill       | Austrália      | 51.85 | Q     |
| 5    | 2    | Joeri Verlinden     | Países Baixos  | 51.97 | Q     |
| 6    | 7    | László Cseh         | Hungria        | 52.18 |       |
| 7    | 8    | Lars Frölander      | Suécia         | 52.34 |       |
| 8    | 1    | Chad le Clos        | África do Sul  | 52.44 |       |

### Final
Estes são os resultados da final.
| Pos.              | Raia | Nadador             | Nacionalidade  | Tempo | Notas            |
| ----------------- | ---- | ------------------- | -------------- | ----- | ---------------- |
| Medalha de ouro   | 4    | Michael Phelps      | Estados Unidos | 50.71 |                  |
| Medalha de prata  | 5    | Konrad Czerniak     | Polónia        | 51.15 | Recorde nacional |
| Medalha de bronze | 3    | Tyler McGill        | Estados Unidos | 51.26 |                  |
| 4                 | 1    | Jason Dunford       | Quênia         | 51.59 |                  |
| 5                 | 6    | Takuro Fujii        | Japão          | 51.75 |                  |
| 6                 | 2    | Yevgeny Korotyshkin | Rússia         | 51.86 |                  |
| 7                 | 8    | Joeri Verlinden     | Países Baixos  | 52.21 |                  |
| 8                 | 7    | Geoff Huegill       | Austrália      | 52.36 |                  |

Legenda
| Recorde mundial       | Recorde mundial (World record)               |                       | Recorde africano                      | Recorde africano (African) |                                           | Q | Classificado por posição (Qualified) |
| Recorde do campeonato | Recorde do campeonato (Championship record)  | Recorde da América    | Recorde da América (Americas)         | q                          | Classificado por melhor tempo (Qualified) |   |                                      |
| Melhor marca do ano   | Melhor marca do ano (World leading)          | Recorde asiático      | Recorde asiático (Asian)              | DNS                        | Não largou (Did not start)                |   |                                      |
| Recorde nacional      | Recorde nacional (National record)           | Recorde europeu       | Recorde europeu (European)            | DNF                        | Não terminou (Did not finish)             |   |                                      |
| Recorde pessoal       | Recorde pessoal do atleta (Personal best)    | Recorde da Oceania    | Recorde da Oceania (Oceania)          | DSQ / DQ                   | Desclassificado (Disqualified)            |   |                                      |
| Recorde da temporada  | Recorde da temporada do atleta (Season best) | Recorde sul-americano | Recorde sul-americano (South America) | NM                         | Sem marca (No mark)                       |   |                                      |